# Кегеян, Арутюн Левонович
Арутю́н Лево́нович Кегея́н (арм. Հարություն Լևոնի Քեհեյան; 9 апреля 1930, Афины, Греция — 17 апреля 2015, Ереван, Армения) — советский футболист, полузащитник, нападающий. Мастер спорта СССР (1956), заслуженный мастер спорта СССР (1960), Заслуженный тренер Армянской ССР (1970).

## Клубная карьера
Кегеян является одним из самых ярких индивидуальностей армянского футбола. В 1960 году первым из армянских футболистов получил звание заслуженного мастера спорта и долгое время оставался единственным в Армении заслуженным мастером спорта по футболу. В составе ереванского «Спартака» участвовал в финальном матче на Кубок СССР по футболу 1954 года против киевского «Динамо».
Кегеян был футболистом универсального плана: играл на месте правого инсайда и в средней линии. Отлично видел поле, много комбинировал, обладал уникальным дриблингом. Эти качества привлекли внимание тренеров московского «Спартака», и он был приглашен в 1955 году в столичный клуб, где его партнёрами были будущие олимпийские чемпионы: Н. Симонян, А. Ильин, Б. Татушин, А. Исаев, И. Нетто и др.
Вот как описывает журналист Аксель Вартанян эпизод с участием Арутюна Кегеяна из товарищеского матча 1955 года «Спартак» — «Вулверхэмптон»:

Сальников с Кегяном затеяли в центре поля перепасовку в движении. Когда до ворот оставалось метров тридцать, Кегян рванул в штрафную. На его ложный манёвр клюнули два защитника, а партнёр отдал все, что имел, оставшемуся на мгновение свободным Исаеву, и тот с хода нанёс по катящемуся мячу редкий по силе, точности и красоте удар под перекладину. Вкуснятина!— ЛЕТОПИСЬ Акселя ВАРТАНЯНА. 1955 год. Часть пятая
Привлекался в состав сборной СССР и играл в товарищеских матчах.

## Достижения
«Арарат» (Ереван)
- Финалист Кубка СССР: 1954

«Спартак» (Москва)
- Серебряный призёр чемпионата СССР: 1955

## Личная жизнь
- Зять — Артюша Мовсесян, внук — Саркис Мовсесян.

## Награды
- Медаль «За трудовую доблесть» (27.04.1957) — «за успехи, достигнутые в деле развития массового физкультурного движения в стране, повышения мастерства советских спортсменов, и успешное выступление на международных соревнованиях»